# Galerie sztuki w Gdańsku

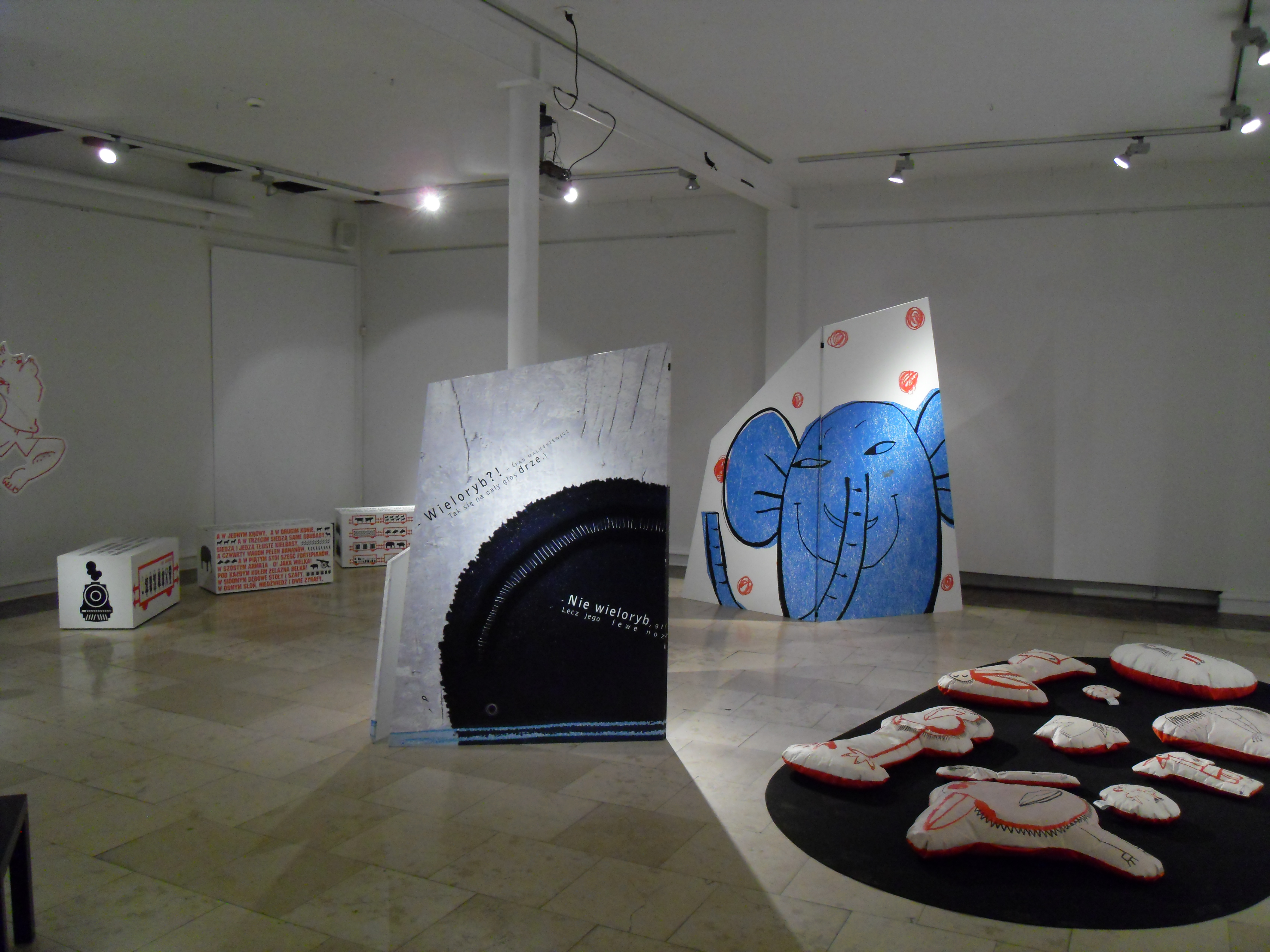
Galeria Nadbałtyckiego Centrum Kultury

W Gdańsku działa kilkanaście publicznych i prywatnych galerii sztuki.
Lista czynnych oraz nieistniejących galerii sztuki w Gdańsku:
- Art Galery Fos
- Centrum Sztuki Współczesnej – Jaskółcza
- Centrum Sztuki Współczesnej „Łaźnia”
- Cyklop Galeria i Muzeum Fotografii
- Galeria Alternatywa
- Galeria Arkada
- Galeria Blik
- Galeria Da Vinci
- Galeria GAK „Wyspa Skarbów”
- Galeria Gdańskiego Towarzystwa Fotograficznego
- Galeria Jackiewicz
- Galeria Klubu Żak
- Galeria Klucznik
- Galeria Koło
- Galeria Lindenau[2]
- Galeria Mariacka
- Galeria Muzealna w Pałacu Opatów
- Galeria na Piętrze
- Galeria Na wieży – kościół św. Katarzyny
- Galeria Palowa
- Galeria Portal
- Galeria Punkt
- Galeria Studencka – Piwnice Akademii Sztuk Pięknych
- Galeria Sztuki Współczesnej – Mariacka
- Galeria Triada
- Galeria U Literatów
- Galeria UL[3]
- Galeria Warzywniak
- Galeria Wyspa (zob. też: Instytut Sztuki Wyspa)
- Galeria Za Murami Stowarzyszenia Nadbałtyckiego Plastyków im. Mariana Mokwy
- Galeria ZPAP
- Gdańska Galeria Fotografii
- Gdańska Galeria Miejska
  - Gdańska Galeria Miejska 1 - ul. Piwna
  - Gdańska Galeria Miejska 2 - ul. Powroźnicza
  - Gdańska Galeria Güntera Grassa - ul. Szeroka, ul. Grobla 1
- Gdańska Galeria Rzeźby Związku Artystów Rzeźbiarzy
- Glaza Expo Design
- Maja
- Majolika
- Mon Bijou
- Nadbałtyckie Centrum Kultury
- Nowa Oficyna Rysunku ASP
- Sień Biała